# Capital Mountain
Pour les articles homonymes, voir Capital (homonymie).
Capital Mountain est un volcan bouclier andésitique situé en Alaska. Son altitude est de 2 356 mètres.